# Karaimski Związek Religijny w RP

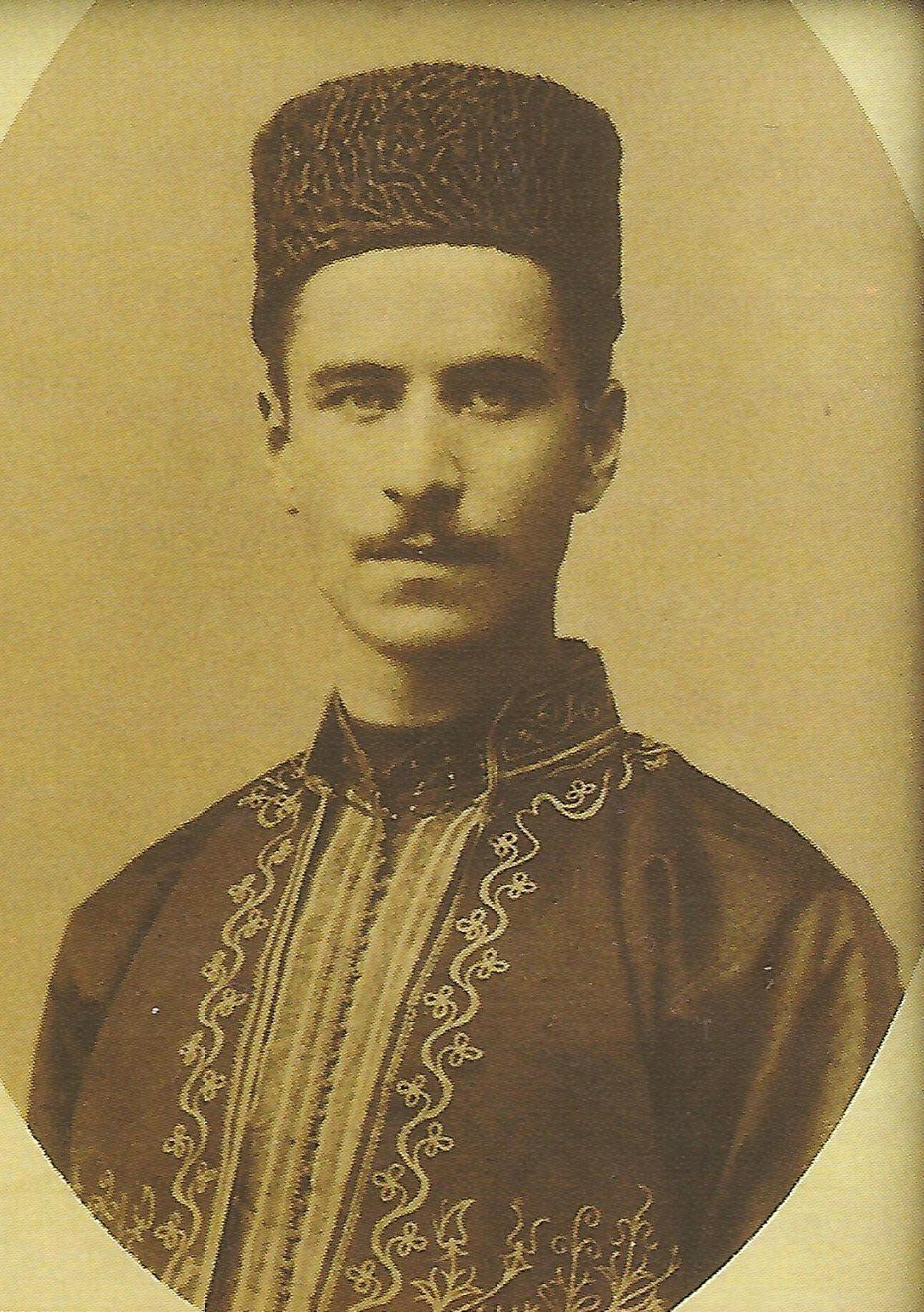
Seraja Szapszał – ostatni w historii hachan Karaimów w Rzeczypospolitej Polskiej

Karaimski Związek Religijny w Rzeczypospolitej Polskiej (karaim. Karaj Diń Birligiari LR) – polski związek wyznaniowy karaimów, działający na podstawie odrębnej ustawy.
W 2016 roku związek liczył 169 członków.

## Historia
Początki działalności związku przypadają na czasy II RP. Polscy karaimi okresu międzywojennego byli ludnością tradycyjnie osiadłą w miejscach swojego zamieszkania jeszcze w czasach dawnego Wielkiego Księstwa Litewskiego oraz Księstwa Halicko-Wołyńskiego.

### II Rzeczpospolita
W granicach odrodzonej po I wojnie światowej Polski znalazły się trzy dżymaty (karaimskie gminy wyznaniowe) z dawnego zaboru rosyjskiego (Troki, Wilno, Łuck) oraz jedna gmina z dawnego zaboru austriackiego (Halicz). Obowiązywały w nich różne prawa, których ujednolicenie było niezbędne w nowych warunkach politycznych.
20 kwietnia 1921 zarejestrowano Wileńskie Stowarzyszenie Karaimów, którego zarząd przygotowywał projekt przepisów o stosunku władz do Karaimskiego Związku Religijnego. Treść projektu uzgadniana była z przedstawicielami wszystkich gmin tak, by opracować jednolity statut dla wszystkich polskich dżymatów. 30 listopada 1924 odbyła się konferencja w celu przedyskutowania stworzonych projektów.
23 października 1927 delegaci wszystkich gmin jednogłośnie opowiedzieli się za tym, by na stanowisko hachana wybrany został Seraja Szapszał. W listopadzie 1928 pierwszy polski hachan przedłożył władzom projekt ustawy o stosunku państwa do związku wyznaniowego polskich karaimów. Po długim okresie prac 21 kwietnia 1936 Sejm Rzeczypospolitej uchwalił ustawę o stosunku państwa do Karaimskiego Związku Religijnego, co uregulowało sytuację prawną tej społeczności. W tym samym roku powstał oficjalnie Karaimski Związek Religijny, nawiązujący pod względem organizacyjnym do prawnej reprezentacji społeczności karaimskiej istniejącej w zaborze rosyjskim.

### Po II wojnie światowej
W powojennych granicach karaimi znaleźli się w wyniku przesiedlenia przeprowadzonego na mocy układów republikańskich. Kilkadziesiąt rodzin, którym udało się przedostać w ten sposób do Polski, pochodziło z Troków, Wilna, Poniewieża, Łucka czy Halicza, gdzie tworzyli wcześniej dość zwarte społeczności. W Polsce powojennej utworzyli oni grupy o charakterze diasporalnym, a ich świątynie i miejsca kultu pozostały na terenie ZSRR. 
W marcu 1946 do Wrocławia przybył hazzan Rafał Abkowicz. Spodziewano się, że w maju przybędzie również przedwojenny zwierzchnik polskich karaimów Seraja Szapszał, co ostatecznie nie doszło do skutku z powodu utrudnień stawianych przez władze Litewskiej SRR.
Przedstawiciele społeczności karaimskiej uzgodnili z Departamentem Wyznaniowym MAP, iż w obliczu przebywania legalnego zwierzchnika polskich karaimów poza granicami kraju władzę religijną nad wyznawcami sprawować będzie Komitet Organizacyjny Karaimskiego Związku Religijnego (do którego należeli Ananiasz Zajączkowski, Zachariasz Szpakowski oraz Ananiasz Rojecki). 
31 maja i 1 czerwca 1947 w Podkowie Leśnej obradował Wielki Karaimski Zarząd Duchowny. Podjęto tam decyzję o wyborze Tymczasowego Karaimskiego Zarządu Duchowego jako władzy naczelnej Karaimskiego Związku Religijnego, która miała działać tylko do czasu przyjazdu hachana Szapszała bądź wyboru nowego zwierzchnika (co nigdy nie nastąpiło). Prezesem zarządu został Ananiasz Zajączkowski.
Po śmierci Ananiasza Zajączkowskiego (6 kwietnia 1970) zwierzchnictwo nad związkiem sprawował Tymczasowy Wielki Zarząd Duchowy. Na zjeździe delegatów ośrodków karaimskich 18 czerwca 1973 dokonano wyboru Szymona Pileckiego na nowego przewodniczącego zarządu związku. Od 1974, ze względu na anachroniczność przepisów ustawy, związek funkcjonował opierając się na przepisach zatwierdzanego przez władze PRL statutu. Na mocy wprowadzonej wówczas regulacji władzę zwierzchnią sprawuje zarząd Karaimskiego Związku Religijnego w RP na czele z przewodniczącym.

## Życie religijne

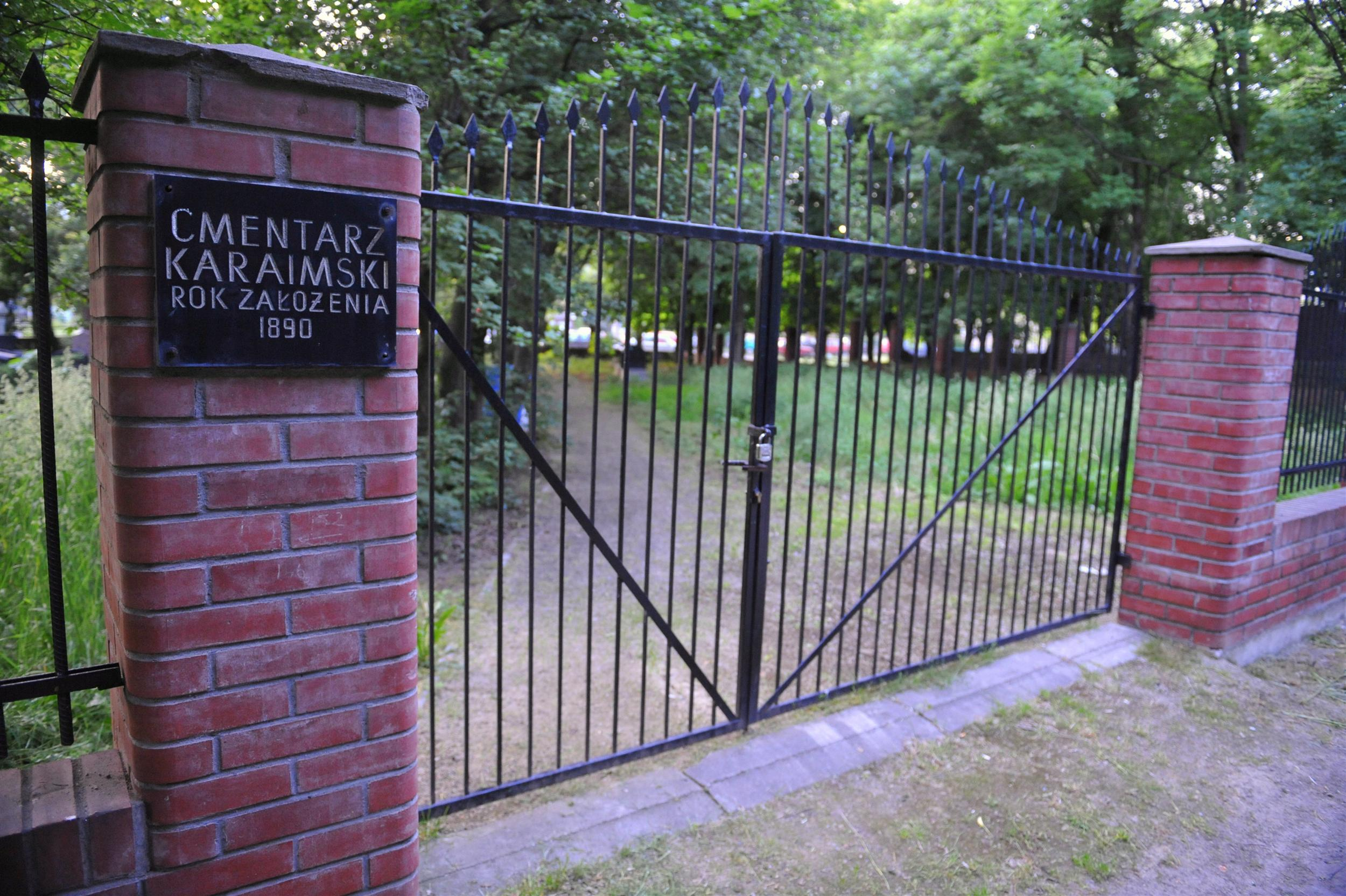
Cmentarz Karaimski w Warszawie

Po osiedleniu się we współczesnych granicach Polski karaimi musieli niemal od początku organizować życie religijne. W największych nowo powstałych ośrodkach karaimskich stworzyli oni w końcu swe trzy nowe gminy wyznaniowe (Warszawa, Gdańsk i Wrocław). Wszystkie dawne świątynie i miejsca kultu polskich karaimów znalazły się na terytorium ZSRR. Niewielka liczebność nie pozwoliła karaimom na wzniesienie we współczesnych granicach Polski pełnowartościowej kienesy. Mimo to we Wrocławiu podjęto próbę otworzenia domu modlitwy, który byłby uznany przez państwo za obiekt przeznaczony na potrzeby kultu religijnego i działał na zasadzie instytucjonalnej. 
Aż do czasu swojej śmierci w 1992 posługę religijną dla społeczności polskich karaimów pełnił hazzan Rafał Abkowicz, były hazzan łucki i wileński, zatwierdzony na tym stanowisku jeszcze przez hachana Szapszała. Dzięki niemu karaimska gmina wyznaniowa we Wrocławiu była jedyną po 1945, na czele której stała osoba duchowna.
Po śmierci hazzana Abkowicza żyjący w Polsce karaimi nie posiadają ani własnego duchownego, ani kienesy. Z tego względu miejscem nabożeństw z konieczności muszą być domy prywatne, a funkcje religijne pełnić zaczęły osoby świeckie.
Do reliktów materialnego dziedzictwa karaimów na terenie współczesnej Polski należy karaimski cmentarz wyznaniowy w Warszawie.